# 马旭林
马旭林（1970年5月—），男，东乡族，甘肃广河人，中华人民共和国政治人物。现任国家邮政局普遍服务司司长。第十三、十四届全国政协委员。